# À 20 ans (chanson d'Amel Bent)
Pour les articles homonymes, voir À 20 ans.
Singles de Amel Bent & Diam's
Nouveau Français Tu n'es plus là
À 20 ans est un single de la chanteuse Amel Bent en duo avec la rappeuse Diam's, extrait de l'album À 20 ans. La chanson est écrite par Diam's.
Pour l'instrumentale et le sujet de cette chanson, Amel Bent et Diam's se sont inspirées de la chanson Hier encore de Charles Aznavour. 